# SV Houten
SV Houten is een Nederlandse voetbalvereniging uit Houten in de provincie Utrecht, opgericht op 10 april 1933. Het eerste elftal van SV Houten speelt in de Tweede Klasse zaterdag (2023/24). Het tenue bestaat uit een blauw shirt, een witte broek en blauwe sokken. Houten heeft de ster-status bij FC Utrecht. Het uit-tenue van Houten is wit met donkerblauwe broek en donkerblauwe kousen.
Tot en met het seizoen 2016/17 had de club ook een zondagteam. Deze werd niet ingeschreven voor het seizoen 2017/18.
De hoogste selectieteams van de junioren van SV Houten spelen in landelijke divisies. Door SV Houten opgeleide jeugdspelers zijn onder andere doorgestroomd naar de betaaldvoetbalorganisaties als Ajax, Feyenoord, PSV, FC Utrecht, NEC Nijmegen, RKC Waalwijk en FC Den Bosch.

## Teams
De 83 teams zijn onderverdeeld in:
- 39 pupillenteams
- 17 juniorenteams
- 11 seniorenteams zondagcompetitie
- 4 seniorenteams zaterdagcompetitie
- 1 veteranenteam
- 2 vrouwen senioren teams
- 9 meiden B, C, D, E jeugdteams

## Geschiedenis
Bij de oprichting heette de vereniging RKHVV. Het speelde op een weiland tussen de spoorlijn en de algemene begraafplaats. RKHVV kwam uit in de derde klasse van de Utrechtse voetbalbond RKUVB en werd na 2 jaar al kampioen. Nadat de Utrechtse voetbalbond in 1940 was gefuseerd met de KNVB werd RKHVV ingedeeld in de derde klasse van de Onderbond. In 1941 veranderde de naam in RKVV Houten. 
In 1949 werd het vijfde voetbalterrein langs de Loerikseweg in gebruik genomen. Dit was een geëgaliseerd veld zonder koeien. Ook was er een eigen kleedlokaal met water. Het veld had zelfs verlichting. Wel liepen er schapen om het gras kort te houden. In 1962 werd de naam SV Houten in gebruik genomen en mochten ook niet-katholieken lid worden. 
In 1968 verhuisde SV Houten naar het Flier-terrein, het gebied rond de Heemlanden. In 1982 volgde promotie naar de 4e klasse KNVB. In dat zelfde jaar werd het sportpark Oud Wulven in gebruik genomen. 

## Competitieresultaten 2016–heden (zaterdag)
| 10 4G |

| 1 4G |

| 4 3D |

| 1* 3D |

| 6* 3D |

| 2 3D |

| 1 3D |

| 11 2G |

| -- 2F |

- = Dit seizoen werd stopgezet vanwege de uitbraak van het coronavirus. Er werd voor dit seizoen geen officiële eindstand vastgesteld.

| Tweede divisie | Derde divisie | Vierde divisie | Eerste klasse |
| Tweede klasse  | Derde klasse  | Vierde klasse  | Vijfde klasse |

## Competitieresultaten 1983–2017 (zondag)
| 2 4H |

| 7 4H |

| 1 4H |

| 8 3D |

| 9 3D |

| 11 3D |

| 4 4H |

| 7 4H |

| 5 4H |

| 3 4H |

| 6 3D |

| 10 3D |

| 2 4G |

| 6 3D |

| 7 3D |

| 6 3D |

| 8 2B |

| 10 2B |

| 12 3D |

| 1 4H |

| 4 3D |

| 2 3D |

| 5 3D |

| 3 3D |

| 8 3D |

| 2 3D |

| 4 3D |

| 7 2B |

| 4 2B |

| 10 2B |

| 11 2B |

| 3 3D |

| 4 2B |

| 11 2B |

| 1 3D |

| Tweede klasse | Derde klasse | Vierde klasse |

2017: de beslissingswedstrijd op 21 mei bij JSV Nieuwegein om het klassekampioenschap in 3D werd met 1-2 verloren van CVV Vriendenschaar.
In elke staaf van de grafiek staat van boven naar beneden vermeld: 
- Eindnotering

Dit is de positie die de club heeft bereikt in de competitie, zonder eventuele beslissings-, play-off- of nacompetitiewedstrijden die nodig zijn geweest om bijvoorbeeld de kampioen van de competitie te bepalen.
Indien een * achter het getal staat is de notering een tussenstand en kan het zijn dat de notering niet overeenkomt met de uiteindelijke eindstand van de competitie.
Staat er een - dan is het seizoen nog bezig en is er geen definitieve uitslag bekend.
Staat er xx op de positie van de notering, dan heeft de club vroegtijdig de competitie verlaten. Dit kan onder andere komen door terugtrekking van het team, faillissement van de club of door een uitgedeelde straf van de KNVB. In veel gevallen staat elders in het artikel de reden vermeld.
Staat er een ? dan is het resultaat uit het verleden onbekend, en is alleen de competitie of het niveau bekend van dat seizoen.
In de seizoenen 2019/20 en 2020/21 werd wegens de coronacrisis het amateurvoetbal afgebroken. Daardoor kennen deze staven geen eindklassering (middels -- weergegeven).
- Competitieniveau en afdelingsletter of Officiële eindstand Eredivisie
  - Competitieniveau en afdelingsletter

Hierbij geeft het getal het niveau weer, dat ook terug te vinden is in de legenda. De letter is de afdelingsaanduiding en wordt gebruikt wanneer er meer afdelingen zijn op hetzelfde niveau. De afdelingsletter is altijd een hoofdletter en wordt meestal zonder nummer gebruikt.
Voorbeeld: 2F is niveau 2e klasse competitie F.
Het competitieniveau en nummer wordt niet vermeld wanneer er slechts één competitie van dit niveau was.
  - Officiële eindstand Eredivisie (getal staat tussen haakjes vermeld)

Sinds de introductie van play-offwedstrijden voor Europees voetbal na afloop van de reguliere competitie in 2005/06, is de KNVB verplicht een eindstand van de Eredivisie door te geven aan de UEFA aan de hand van deze play-offwedstrijden.
Bij deze eindstand staan clubs die zich hebben gekwalificeerd voor Europees voetbal hoger dan clubs die zich niet wisten te kwalificeren. Indien er geen verschil was tussen de eindnotering en de officiële eindstand, staat dit getal niet vermeld.

- Onderafdeling

Hier staat afgekort de naam van de onderafdeling indien de club in dat jaar in een onderafdeling uitkwam. Tevens staat deze afkorting in de legenda en wordt gelinkt naar het artikel over deze onderafdeling. Deze afkorting wordt alleen vermeld wanneer de club in het verleden in verschillende onderafdelingen heeft gespeeld. Deze vermelding is in de staaf altijd in kleine letters. Deze onderafdelingen zijn na het seizoen 1995/96 afgeschaft. Heeft de club in slechts één onderafdeling gespeeld, dan is dit alleen terug te vinden in de legenda.
Onder de staaf staat het jaartal vermeld waarin het seizoen is afgesloten. 15 verwijst naar het seizoen 2014/15 of eventueel het seizoen 1914/15.
Wanneer een staaf leeg is, zijn deze gegevens niet bekend. Het kan ook zijn dat de club dat seizoen niet heeft meegespeeld op het hogere amateurniveau, vroegtijdig de competitie heeft verlaten of uit de competitie is gezet.

In het seizoen 1944/45 was er wegens de Tweede Wereldoorlog geen regulier competitievoetbal.

## Bekende (oud-)spelers
- Edgar Aalbertsen
- Jordi Balk
- Ruud Berger
- Mohamed Ihattaren
- Leon de Kogel
- Benjamin van Leer
- Jordy Zuidam